# ユム・カアシュ
ユム・カアシュ（Yum Kaax）は、 現代のユカタン半島のマヤ神話における神のひとり。
1941年に英領ホンジュラス（今のベリーズ）のオレンジウォーク州サン・ロマンを探訪したアルバート・マンチは、Yumi Kaaxが狩猟神であり、森のなかに住む鳥獣などすべての動物はYumi Kaaxに属するとする土地のマヤ人の言葉を報告している。
ダニエル・ブリントンは1895年の著書でこの神を「農地の主」(Lord of the Harvest Fields)という意味だとした。また同書p.62ではツェルタル族がツォルキンの第4の日をGhananといい、これがトウモロコシの神であると言っている。パウル・シェルハスは絵文書の神の分類でトウモロコシの神とした「神E」がブリントンのいうGhananやYum Kaaxかもしれないとした。シルヴェイナス・モーリーらはこの説に従った。
しかしながら、ジョン・エリック・シドニー・トンプソンはYum Kaaxが「森の主」という意味であり、ブリントン以前の早期の資料でこの神をトウモロコシの神としたものはないと指摘した。最近の文献でもユム・カアシュをマヤのトウモロコシの神と同一視しているものがあるが、その記述には上記のように問題がある。

## 命名
カンペチェ自治大学にYum Kaaxという環境保護センターがある。